# ستيلانتس
ستيلانتس (بالإنجليزية: .Stellantis N.V) هي شركة تصنيع سيارات متعددة الجنسيات تشكلت في 16 يناير 2021 باندماج الشركة الإيطالية الأمريكية فيات كرايسلر ومجموعة بي أس إيه الفرنسية واتخذت من أمستردام عاصمة هولندا مقراً لها. يتمثل النشاط الرئيسي للشركة في تصميم وتطوير وتصنيع وبيع السيارات لستة عشر علامة تجارية. وبذلك تكون المجموعة رابع أكبر مصنع للسيارات في العالم من حيث السيارات المُباعة. يُستخدام اسم ستيلانتس حصريًا للتعريف بكيان الشركة، بينما تظل أسماء العلامات التجارية للمجموعة وشعاراتها بدون تغيير. توظف ستيلانتس 300000 موظف، ولها وجود في أكثر من 130 دولة ومرافق تصنيع في 30 دولة.

## مواقع مرافق الإنتاج

### أمريكا الشمالية
- كندا:
  - برامبتون، أونتاريو
  - وندسور، أونتاريو
- المكسيك:
  - سالتيو، كواويلا[10]
  - تولوكا[10]
- الولايات المتحدة:
  - بيلفيدير، إلينوي
  - ديترويت، ميشيغان 2
  - ستيرلينغ هايتس، ميشيغان
  - وارين، ميشيغان
  - توليدو، أوهايو[10]

### أمريكا الجنوبية
- الأرجنتين:
  - بوينس آيرس
  - قرطبة
- البرازيل:
  - بيتيم، ميناس جرايس
  - Goiana، بيرنامبوكو
  - Porto Real، ريو دي جانيرو
- فنزويلا: بلنسية، كارابوبو

### أوروبا
- النمسا:
  - فيينا
- فرنسا:
  - Sausheim، غراند إيست
  - بواسي، إيل دو فرانس
  - رين، بروتاني
  - Lieu-Saint-Amand، أوت دو فرانس
- ألمانيا:
  - أيسناخ، تورينغن
  - روسلسهايم، هسن
- المجر:
  - سنكوتارد[الإنجليزية]
- إيطاليا:
  - تورينو
  - بيديمونتي سان جيرمانو
  - مودينا (مازيراتي)
  - بوميليانو داركو
  - ملفي
  - أتيسا
- بولندا:
  - بييلسكو-بياوا، سيليزيا
  - غليفيتسه، سيليزيا
  - تيتشي، سيليزيا
- البرتغال: 
  - مانغوالدي
- صربيا: كراغوييفاتس وشوماديا[الإنجليزية] وWestern Serbia
- سلوفاكيا: ترنافا
- إسبانيا:
  - مدريد
  - فيغو، Galicia
  - فيغيرويلاس، منطقة أرغون
- المملكة المتحدة:
  - Ellesmere Port، تشيشير
  - لوتن، بيدفوردشير
- روسيا: 
  - كالوغا
- تركيا: 
  - بورصة (نصر شاهين  [لغات أخرى]‏)

### أفريقيا والشرق الأوسط وآسيا وأوقيانوسيا
- الجزائر: 
  - وهران
- الصين:
  - ووهان، خوبي (شراكة مناصفة مع دونغفنغ)
  - تشانغشا، خونان (شراكة مناصفة مع جاك)
  - تشنغدو، سيتشوان (شراكة مناصفة مع دونغفنغ)
  - غوانزو، غوانغدونغ (شراكة مناصفة مع جاك)
- الهند:
  - Ranjangaon، ماهاراشترا
  - Thiruvallur، تاميل نادو
- إيران:
  - طهران, شراكة مع إيران خودرو
  - كاشان, سايبا سيتروين (شراكة مناصفة مع سايبا)
- ماليزيا: 
  - Gurun، قدح
- المغرب: 
  - القنيطرة
- ناميبيا: 
  - ولفس بي، إقليم إيرونغو
- نيجيريا: 
  - كادونا